# Any Kind of Guy
«Any Kind of Guy» (en español: «Cualquier Tipo de Chico») es una canción del grupo pop estadounidense Big Time Rush. Fue lanzado el 2 de febrero de 2010 como su segundo sencillo. El sencillo originalmente es el Segundo sencillo de su álbum debut B.T.R, pero el único que nunca llegó a la lista final.

## Información de la canción
La canción fue lanzada como segundo sencillo del grupo, después de "Big Time Rush (song) ", se presentó en el espectáculo, con dos canciones más ("City Is Ours" y "Famous") de ser liberado más tarde. La canción es más larga que su anterior sencillo, y cuenta con James y Logan con más partes de Kendall cantando o Carlos, aunque la mayor parte de la canción tiene las cuatro de ellos cantando.

### Episodio premisa
Los chicos persiguen la misma chica, haciendo que la banda de luchar. James consigue una reacción alérgica a un aerosol del cuerpo varonil y Kelly intenta hacer que lo vacunen. Katie tiene que escribir un informe sobre su más grande héroe y escribe sobre Gustavo. Griffin quiere una canción de amor lenta para la siguiente canción, pero Gustavo parece que no puede encontrar la manera de hacer funcionar la canción, y después de escuchar a los chicos que cantan a la misma chica con rapidez, descubre que debe ser un himno agridulce antilove, no lento.

### Videoclip promocional
El video de la canción en el show que tiene en el estudio cantando y vestirse con trajes de diferentes relacionados con las cosas mencionadas a lo largo del episodio, como un bombero, o "El hombre bandana". También cuenta con ellos el baile del hombre de las cavernas, y James con la cara enferma de Spray Barracuda pra hombre. A pesar de que no dispone de toda la canción en el clip, que dispone de 1 minuto y 50 segundos de la canción, con el segundo verso, se habla de introducción, y un par de coros.

## Video musical
Un video musical fue lanzado a la iTunes Store el 21 de mayo de 2010. Cuenta con Kendall actuar frente a un telón de fondo azul, James frente a un telón de fondo amarillo, Carlos delante de un telón de fondo verde, y Logan frente a un telón de fondo rojo.
Fue el primer vídeo oficial de la banda.

## Posicionamiento
| Listas (2010)                                 | Posiciones |
| --------------------------------------------- | ---------- |
| U.S. Billboard Bubbling Under Hot 100 Singles | 24         |